# Лісові Хачики
Лісові́ Ха́чики (рос. Лесные Хачики, чув. Вăрманкас Хачăк) — присілок у Чувашії Російської Федерації, у складі Москакасинського сільського поселення Моргауського району.
Населення — 138 осіб (2010; 125 в 2002, 130 в 1979; 128 в 1939, 204 в 1926, 158 в 1897, 122 в 1858).

## Історія
Історичні назви — Вурманкас-Хачики (до 1918 року), Вурманкаси-Хачики, Хачки Лісові. До 1866 року — мали статус державних, займались землеробством, тваринництвом, бондарством, виробництвом возів, саней та взуття. 1931 року утворено колгосп «3 Інтернаціонал». До 1920 року присілок перебував у складі Татаркасинської волості Козьмодемьянського, а до 1927 року — Чебоксарського повіту. 1927 року присілок переданий до складу Татаркасинського району, 1939 року — до складу Сундирського, 1962 року — до складу Чебоксарського, 1964 року — до складу Моргауського району.

## Господарство
У присілку діє крамниця.